# 交通大学第一次南迁
交通大学第一次南迁、交大第一次南迁，是指1937年七七事变后、中国抗日战争期间，位于北平的交通大学北平铁道管理学院与位于唐山的交通大学唐山工程学院一同四度南迁的历史。南迁的交大师生为保住学校校脉的持续、并不甘于退居沦陷区，坚持辗转办学于湖南湘潭、湖南湘乡、贵州平越、重庆丁家坳，直至坚持到1945年抗日战争胜利。
它影响了整个交通大学的发展与布局，并成为以后北京交通大学、西南交通大学校史的重要组成部分，参与到此次迁徙的师生也成为两校办学与为人的楷模。交大第二次南迁、交大第三次南迁是指唐山铁道学院分别于1948年、1972年南迁至上海、四川的迁学事件。

## 迁移

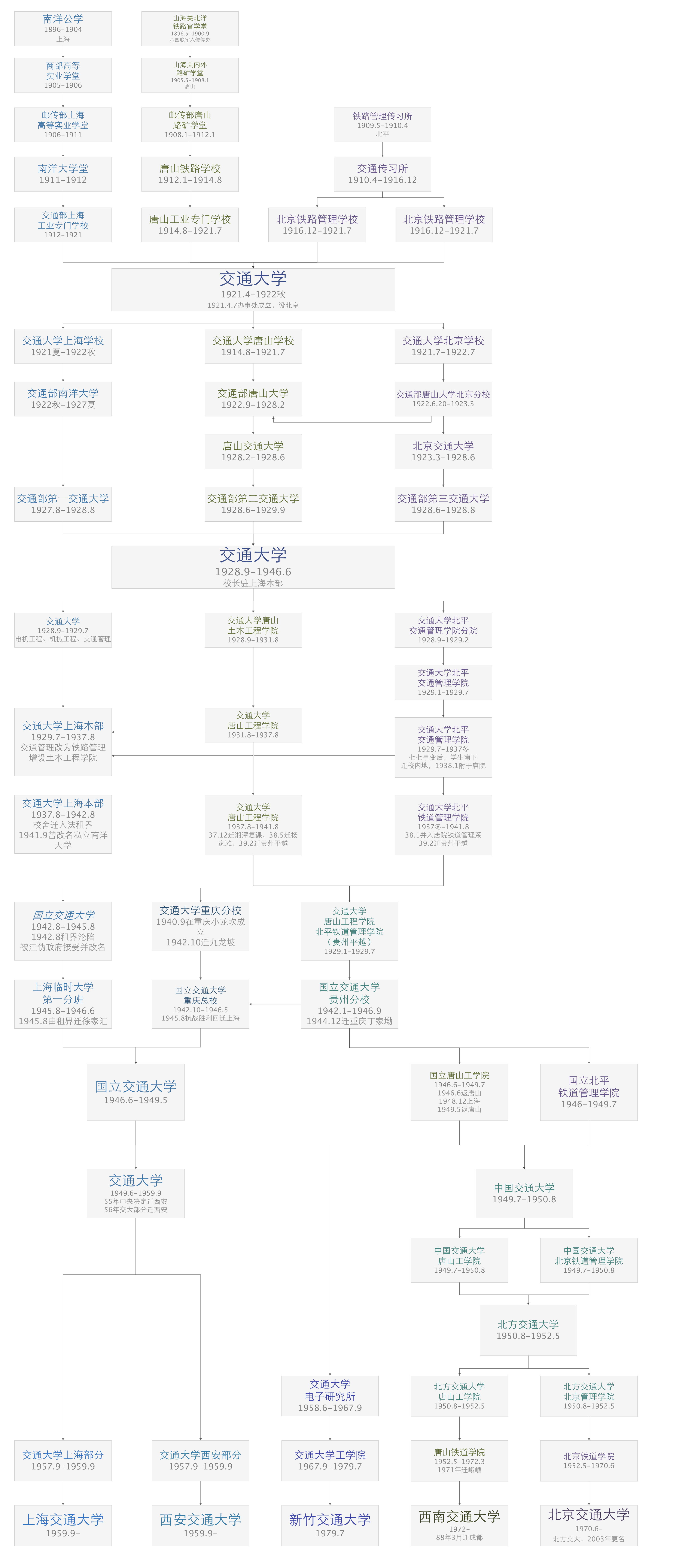
交通大学校史表

当时的交通大学隶属于中华民国交通部，下设交通大学上海本部（后上海交通大学）、交通大学北平铁道管理学院、交通大学唐山工程学院。

### 平校迁移
1937年7月7日，日军发动七七事变、进攻北平。7月29日，北平沦陷，交通大学北平铁道管理学院沦入日军控制，作为专任教授的王芳荃带领部分学生南渡上海，找寻当时交通大学上海本部的校长黎照寰商洽，打算到该校借读。8月13日，八一三事变爆发，日军进攻上海，交通大学本部难保。此时，另一部分学生沿京广线南下，齐聚湖北汉口，组成校友会驰电上海，敦请王芳荃前往主持复院开课事务。王芳荃遂将家眷留置上海，带着抵沪学生绕道江北天生港迂回龙窝口、从江西抵达湖北汉口。

### 唐校迁移
日军在攻陷北平后，迅速进攻河北。当时交通大学唐山工程学院正值放假，学生经互相联络，以分散撤退至上海、武昌、南昌、湘潭等地。1937年10月，唐院决定组织在上海、南昌建立办事处，联络师生，改在相对安全的湖南湘潭办学，并在12月15日，迁址开学复课，并推举茅以升担任院长。

### 两校汇合
1938年初，在汉口待命的北平铁道管理学院教授王芳荃曾五次递交呈文申请复院开课，均未受理。此后在王芳荃学生、教育部次长顾毓秀和中国国民党要员、平校校友张冲的支持下，争取到平院复学开课的批文。但仅同意其与迁至湘潭的唐山工程学院合并，改为铁道管理系。

### 二迁湘乡杨家滩
由于平院暂时并入唐院，而湘潭缺乏房屋可用，合并后的学校于5月又迁往湘乡杨家滩。1938年10月，武汉沦陷，11月初日军进攻湘北，11月12日国军弃守长沙，并焚城。杨家滩离长沙只有一百多公里，人心浮动，以为日军朝夕可至，茅以升只好将学校再次南迁。

### 三迁贵州平越
茅以升院长率领全部师生，历时七十多天，行程两千余里，抵达藜峨山下的贵州平越（今福泉）继续办学。不甘于栖居唐院之下的平院师生开始了复院呼声。1941年8月，奉中华民国教育部指令，更名为“国立交通大学唐山工程、北平铁道管理联合学院”。唐院学生群情大哗，致电教育部提出抗议。1942年1月，教育部更改前令，选折中一策，将学校改组为“国立交通大学贵州分校”（校长胡博渊），下设唐山工程学院和北平铁道管理学院。

### 四次重庆璧山丁家坳
1944年11月初，日军向广西发动进攻，在攻占桂林柳州后，又攻占黔南独山。离独山仅百余公里的平越，已经被政府划为前线。学校不得不亟谋迁移，在来不及确定迁移地点和教育部未予拨款的情况下，学校于11月16日布告全校，暂停上课，到重庆去集中。1945年1月3日，担任校长的罗忠忱抵达重庆，与交大唐平两院校友会商，得知璧山丁家坳有一交通技术人员训练所可用，当议暂迁璧山丁家坳。1945年2月15日，正式开学复课。

## 争执与复课

### 返校
1945年6月6日，中华民国教育部建立西北交通人才中心，指令该校于暑期迁往甘肃天水，改称“国立交通大学甘肃分校”。7月25日，顾宜孙校长上书力申学校师生员工不堪再迁之苦。同年8月15日，日军投降，迁陇之议作罢。9月上学，学校组建复员委员会。因为唐、平两院复校情绪高涨，1946年4月4日，国立交通大学贵州分校改组，唐、平两院恢复战前旧称，各自独立。同年6月，两院师生复员大队各自返回北平和唐山。
尽管平、唐两校师生的独立性很强，但交通大学院校彼此团结。1947年，发生了交通大学上海、北平、唐山一同组织参加的护校运动，反对当时教育部对交通大学的肢解政策、以及军方对学校活动的干涉。因为当时适逢五二〇运动，也反映出中国共产党地下组织对交通大学的学生渗透能力，进而影响到当时三所交大以后的发展。

### 争议
交大校友会认为，同源于原交通大学的院校，包括上海交通大学、西安交通大学、北京交通大学、国立交通大学、西南交通大学一共五所。但是“交通大学”这一源于老交大的名称，此后五十年中却有越发被滥用的嫌疑。目前中国有重庆交通大学、大连交通大学、华东交通大学、兰州交通大学等与老交大并无关系，却使用“交通大学”名称的院校，其中不乏牵强附会校史到此次南迁活动中。